# Vuelta al Táchira 2008
Die 43. Vuelta al Táchira fand vom 5. bis zum 18. Januar 2008 in Venezuela statt. Das Straßenradrennen wurde in dreizehn Etappen und einem Ruhetag über eine Distanz von 1586 Kilometern ausgetragen. Es gehörte zur UCI America Tour 2008 und war dort in die UCI-Kategorie 2.2 eingestuft.
Gesamtsieger des Etappenrennens wurde der Einheimische Manuel Medina von Gobernación del Zulia - BOD vor seinem venezolanischen Teamkollegen Yeison Delgado. Medina gewann das Rennen nach 2006 damit schon zum zweiten Mal in seiner Karriere. Das Podium wurde komplettiert von José Contreras (Alcaldía de Cabimas-BOD).

## Teilnehmer
Am Start standen Teams aus Kolumbien, Kuba, Argentinien, den Niederlanden und Venezuela, darunter eine Nationalmannschaft. Insgesamt nahmen fünfzehn Teams teil.
| Gobernación del Zulia - BOD Kuba Nationalmannschaft Selección Zulia                 | ACME Coach Alcaldía Bolivariana de Paéz - Corporación PDM Global Cycling Team                                  | Alcaldía de Cabimas-BOD Fund."Joel Diaz" Alcaldía de Nirgua Gobernación de Apure-Indeportes Páez |
| Lotería del Táchira Bono Trecolli-Tejar Los Vados IAMDERE-San Cristóbal-El Diamante | Exp. Occidente Alc.San Cristobal-Farm.Mi Farmacia Kino Táchira Alc.San Cristobal-Exp.Occidente-Cauchos Guayana |                                                                                                  |

## Etappen
| Etappe | Tag        | Start–Ziel                        | km    | Typ        | Etappensieger     | Gesamtführender |
| ------ | ---------- | --------------------------------- | ----- | ---------- | ----------------- | --------------- |
| 1.     | 5. Januar  | Rundkurs Guasdualito              | 110   |            | Artur García      | Artur García    |
| 2.     | 6. Januar  | Guasdualito – Santa Bárbara       | 176,4 |            | Anthony Brea      | Anthony Brea    |
| 3.     | 7. Januar  | Santa Bárbara – Ciudad Bolivia    | 107,9 |            | Pedro Pablo Pérez | Artur García    |
| 4.     | 8. Januar  | Ciudad Bolivia – Barinitas        | 163,3 |            | Manuel Medina     | Artur García    |
| 5.     | 9. Januar  | Mérida – Bailadores               | 95    |            | Noel Vásquez      | Manuel Medina   |
| 6.     | 10. Januar | Bailadores – La Azulita           | 122   |            | Manuel Medina     | Manuel Medina   |
| 7.     | 11. Januar | Rundkurs El Vigía                 | 94    |            | Paul Torres       | Manuel Medina   |
| 8.     | 12. Januar | Le Tendida – Cerro del Cristo Rey | 156   |            | Jonathan Camargo  | Manuel Medina   |
| 9.     | 13. Januar | Rundkurs San Cristóbal            | 121,9 |            | César Suárez      | Manuel Medina   |
| R      | 14. Januar | Ruhetag                           |       | Ruhetag    |                   | Manuel Medina   |
| 10.    | 15. Januar | Cordero – La Grita                | 134,1 |            | Rónald González   | Manuel Medina   |
| 11.    | 16. Januar | Lobatera – Michelena (EZF)        | 24,1  | Zeitfahren | Manuel Medina     | Manuel Medina   |
| 12.    | 17. Januar | Bramon – Santa Ana                | 179,7 |            | José Chacón       | Manuel Medina   |
| 13.    | 18. Januar | Peribeca – San Cristóbal          | 102,2 |            | Manuel Medina     | Manuel Medina   |